# Craig Counsell
Craig John Counsell (né le 21 août 1970 à South Bend, Indiana, États-Unis) est un ancien joueur de la Ligue majeure de baseball qui est depuis le 6 novembre 2023 le manager des Cubs de Chicago.
Counsell, un joueur de champ intérieur pouvant évoluer à toutes les positions de l'avant-champ, a joué en MLB de 1995 à 2011. Il a fait partie de deux équipes championnes de la Série mondiale (les Marlins de la Floride en 1997 et les Diamondbacks de l'Arizona en 2001) et a été nommé meilleur joueur de la Série de championnat de la Ligue nationale avec Arizona en 2001.

## Carrière de joueur
Craig Counsell est repêché en 11e ronde par les Rockies du Colorado en 1992. Il fait ses débuts dans les majeures le 17 septembre 1995. Il ne joue toutefois que 3 parties dans l'uniforme du Colorado en 1995 et 1996. Le 27 juillet 1997, Counsell est échangé aux Marlins de la Floride pour le lanceur Mark Hutton.
Counsell joint les Marlins à temps pour prendre part à ses premières séries éliminatoires, avec à peine 55 matchs de saison régulière derrière lui dans les majeures. Il s'illustre au bâton avec des moyennes de ,400 en Série de division face aux Giants de San Francisco et ,429 en Série de championnat de la Ligue nationale contre les Braves d'Atlanta. Il se fait plus discret en Série mondiale 1997 (moyenne de ,182) mais produit tout de même deux points et les Marlins remportent les grands honneurs en triomphant des Indians de Cleveland. Surtout, il inscrit le point gagnant dans le 7e match de la finale, poussé au marbre en 11e manche par un simple d'Edgar Renteria.

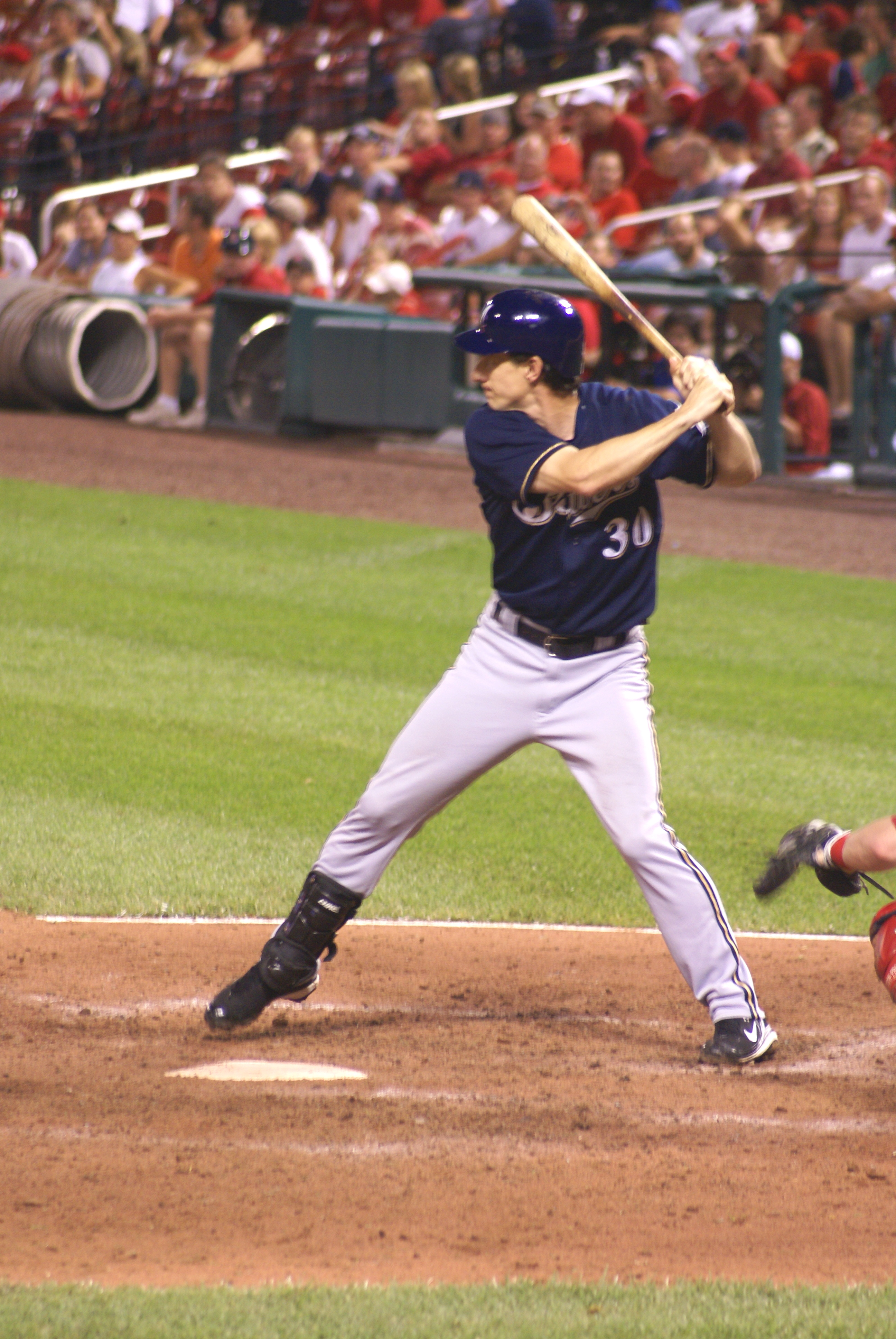
Craig Counsell en 2007 avec les Brewers de Milwaukee.

Le 15 juin 1999, les Marlins échangent Counsell aux Dodgers de Los Angeles pour un joueur des ligues mineures, Ryan Moskau. Counsell termine la saison à Los Angeles avant de signer comme agent libre avec les Diamondbacks de l'Arizona en mars 2000.
Craig Counsell s'aligne avec les Diamondbacks de 2000 à 2003. Employé comme réserviste à sa première année avec le club, il maintient une moyenne au bâton de ,316 et une moyenne de présence sur les buts de ,400 en 67 parties. En 2001, il frappe pour ,275 avec un nouveau sommet en carrière de 126 coups sûrs. Après avoir produit 3 points en 5 matchs au premier tour éliminatoire face aux Cardinals de Saint-Louis, Counsell frappe pour ,381 avec 8 coups sûrs, 3 doubles et 4 points produits face à Atlanta, pour être nommé joueur par excellence de la Série de championnat de la Ligue nationale. Les Diamondbacks remportent la Série mondiale 2001 en 7 parties pour détrôner les triples champions du monde, les Yankees de New York. Counsell est, tout comme avec les Marlins quatre ans plus tôt, impliqué dans un des derniers jeux de la série finale : il est atteint par un lancer de Mariano Rivera et atteint les sentiers tout juste avant le coup sûr de Luis Gonzalez qui donne la victoire aux D-Backs en fin de 9e manche.
Le 1er décembre 2003, Counsell passe aux Brewers de Milwaukee dans une transaction impliquant 9 joueurs. Après une seule saison pour Milwaukee, il obtient un nouveau contrat des D-Backs et retourne en Arizona pour deux saisons. En 2005, il établit un sommet personnel de 42 points produits.
Craig Counsell rejoint les Brewers en 2007. Le 13 juillet 2008, il frappe son 1000e coup sûr en carrière, réussi aux dépens de Derek Lowe des Dodgers. Il signe un contrat d'un an pour un million de dollars avant la saison 2009. Le 14 décembre 2009, il paraphe une entente d'une saison pour 2,1 millions et assure son retour avec l'équipe en 2010. Pour Milwaukee, il évolue aux trois positions en défensive qui lui sont familières depuis son entrée dans les majeures : le deuxième but, le poste d'arrêt-court et le troisième but. Il joue en séries éliminatoires avec les Brewers en 2008 et 2011.
Sa carrière prend fin au terme de la saison 2011 après 16 années dans les majeures et 1 624 matchs joués. Son dernier match joué est celui du 16 octobre 2011, qui scelle l'élimination des Brewers aux mains des Cardinals de Saint-Louis en Série de championnat de la Ligue nationale. Counsell compte 1 208 coups sûrs, dont 218 doubles, 40 triples et 42 circuits. Sa moyenne au bâton en carrière s'élève à ,255 et sa moyenne de présence sur les buts à ,342. Il a compilé 647 points marqués, 390 points produits et réussi 103 vols de buts en 152 tentatives. En séries éliminatoires, auquel il a participé comme membre des Marlins, des Diamondbacks et des Brewers, il a réussi 27 coups sûrs dont deux circuits, volé deux buts et produit 14 points en 41 rencontres.

### Carrière de dirigeant et d'entraîneur
Une fois sa carrière sportive terminée, il demeure dans l'organisation des Brewers dans un poste de direction. Il est notamment assistant spécial au directeur-gérant Doug Melvin. Il se rapproche d'un retour sur les terrains alors qu'il est candidat à la succession de Joe Maddon au poste de gérant des Rays de Tampa Bay à la fin 2014, mais il n'est finalement pas le choix retenu.
Le 4 mai 2015, Craig Counsell, 44 ans, devient gérant des Brewers de Milwaukee. Il s'agit pour lui d'un premier emploi du genre. Il succède à Ron Roenicke, congédié la veille, et hérite d'un club qui détient alors la pire fiche des majeures : seulement 7 victoires et 18 défaites après 25 matchs. Le soir même de son entrée en fonctions, les Brewers lui donnent sa première victoire, 4-3 sur les Dodgers de Los Angeles. Les Brewers gagnent 61 matchs contre 76 défaites en 2015 sous les ordres de Counsell, pour terminer leur difficile année avec une fiche de 68-94.
Il est engagé comme gérant des Cubs de Chicago le 6 novembre 2023.